# Chervetite
La chervetite è un minerale.